# 広島市吉島体育館
広島市吉島体育館（ひろしましよしじまたいいくかん）は、広島市中区にある体育館。

## 沿革
- 1976年5月1日 - 吉島体育館開業。
- 2011年9月1日 - 建替。

## 諸室詳細
- 体育室 32m × 20m
- 会議室 10m × 4m

## アクセス

### バス
- 広島バス「広島南特別支援学校前」徒歩2分
  - 「広島駅」から24号線 吉島営業所・吉島病院行きに乗車、「広島南特別支援学校前」下車 徒歩2分